# Synoicus adansonii
La quaglia blu (Synoicus adansonii (J. Verreaux e E. Verreaux, 1851)) è un uccello galliforme della famiglia dei Fasianidi.

## Descrizione

### Dimensioni
Misura 12-15 cm di lunghezza per 33-48 g di peso nei maschi e circa 44 g nelle femmine.

### Aspetto
Nel maschio adulto la fronte, il vertice, i lati della testa, la regione auricolare, il petto, l'addome e la zona anale sono blu-ardesia. Il centro del vertice e la nuca sono macchiati di nero. Il bavaglio nero situato appena sotto il becco è circondato da due bei mustacchi bianchi. Questi motivi facciali sono delimitati da una briglia nera che segue i contorni del collo. La macchia pettorale bianca situata proprio sotto la gola è delimitata da una stretta banda nera. I fianchi castano-rossastri sono striati di blu-ardesia. Il mantello, il dorso e il groppone sono blu-ardesia scuro. Le sotto-caudali sono castane con delle strisce blu e la coda è nerastra. Le scapolari e le terziarie sono anch'esse castane con delle strisce ardesia. Le copritrici alari sono interamente castane. Le remiganti sono marroni.
La femmina adulta ha un aspetto molto diverso da quello del partner. La fronte, i lati del vertice, i lati della testa, la regione auricolare, i lati del collo e i fianchi sono di un colore camoscio-arancio luminoso, che diviene più bianco sulla gola. Il vertice e la nuca sono marrone scuro con delle macchie nere. Il centro del vertice è attraversato da una netta linea chiara. Il petto e il resto delle parti inferiori presentano una colorazione camoscio con delle barre nerastre che sono più visibili sulle sotto-caudali e sulla parte posteriore dei fianchi. Le parti superiori, ali comprese, sono striate e macchiate di nero e di rosso. Le copritrici alari sono finemente barrate. Gli adulti di entrambi i sessi hanno il becco nero, le zampe gialle e l'iride rossa.
I giovani somigliano alle femmine, ma hanno le strisce delle parti superiori nettamente più visibili, specialmente sul groppone e le sotto-caudali.

### Voce
La voce è molto simile a quella della quaglia pettoblu del continente asiatico. Il maschio produce una nota tripla molto acuta, ki-kiou-yu, molto somigliante a quella del gruccione minore (Merops pusillus). La prima nota è potente e tagliente, la seconda e la terza sono più deboli e meno alte. Quando è in pericolo, la quaglia blu fugge a gambe levate emettendo un triplice fischio di debole intensità, tit-tir-tir.

## Biologia
Il comportamento della quaglia blu è stato studiato raramente, probabilmente perché è molto simile a quello della quaglia pettoblu del continente asiatico (Excalfactoria chinensis). Come quest'ultima, è un uccello molto timido che viene spesso avvistato mentre si sposta correndo o fa dei bagni di polvere sulle piste sterrate. In caso di pericolo adotta senza dubbio lo stesso comportamento: si alza in volo solo di rado, preferendo accovacciarsi o lanciarsi in fuga correndo.
Le quaglie blu si vedono generalmente in coppia o in gruppi familiari che possono comprendere fino a sei individui. Migrano da una zona all'altra del continente africano: in numerose regioni arrivano all'inizio della stagione delle piogge e vanno via non appena si fanno sentire i primi mutamenti indotti dalla stagione secca.

### Alimentazione
La quaglia blu è soprattutto vegetariana. Si nutre principalmente di semi. È meno insettivora della maggior parte delle altre quaglie.

### Riproduzione
Le quaglie blu sono uccelli monogami che stringono legami di coppia molto forti. Il periodo della riproduzione varia a seconda della durata e dell'intensità delle precipitazioni. Esso comincia generalmente all'inizio della stagione delle piogge, che varia notevolmente da una regione all'altra: dicembre-aprile in Sudafrica, gennaio-aprile nello Zimbabwe, febbraio-maggio nel Malawi, maggio-luglio nell'Africa orientale. Il nido è un avvallamento poco profondo creato grattando sul suolo, foderato eventualmente con un po' di erba. Viene abilmente celato all'interno di un ciuffo d'erba. La femmina vi depone da 3 a 9 uova, di colore marrone-oliva, macchiate con minuscoli punti rossastri o violacei. Essa cova praticamente da sola per 16 giorni, ma si ritiene che il maschio le fornisca occasionalmente assistenza. Dopo la schiusa quest'ultimo partecipa alle cure parentali e alla difesa dei giovani.

## Distribuzione e habitat
Le quaglie blu frequentano le praterie umide, le pianure erbose, le risaie e le zone erbose umide all'interno delle regioni boschive. Si trovano inoltre ai bordi delle paludi e in tipi di ambienti simili. Sono principalmente uccelli tipici delle pianure e dei bassopiani, ma questo non gli impedisce di spingersi fino a 1800 metri di altitudine in Africa orientale e fino a 1400 metri nello Zimbabwe.
La quaglia blu è originaria dell'Africa, più precisamente della parte subsahariana del continente. Il suo areale inizia in Costa d'Avorio e Sierra Leone e prosegue in modo frammentato verso est fino al sud del Sudan e all'estremo ovest dell'Etiopia, passando attraverso Nigeria, Camerun e Ciad. Verso il sud, si estende in direzione dell'Uganda, dell'Angola e della Tanzania, dello Zimbabwe, del Mozambico e del Sudafrica. Pur occupando un vasto territorio, la specie è considerata monotipica, cioè non è divisa in sottospecie.

## Conservazione
È abbastanza difficile farsi un'idea degli effettivi della quaglia blu. È un uccello molto discreto dal punto di vista delle vocalizzazioni, e la taglia ridotta e le abitudini furtive fanno sì che essa passi molto spesso inosservata. Inoltre, malgrado il suo territorio molto esteso, è uno degli uccelli meno studiati dell'Africa. Tuttavia, la specie non sembra essere minacciata e viene classificata dalla IUCN come «a rischio minimo» (Least Concern).